# شیورنگی
شیورنگی (به فرانسوی: Chevregny) یک کمون (فرانسه) در فرانسه است که در ان (ا-دو-فرانس) واقع شده‌است. شیورنگی ۸٫۸۵ کیلومتر مربع مساحت دارد ۱۰۰ متر بالاتر از سطح دریا واقع شده‌است.